# Starzec jakubek
Starzec jakubek, starzec Jakubek (Jacobaea vulgaris Gaertn.) – gatunek rośliny z rodziny astrowatych. Występuje w całej Europie, na dużej części Azji oraz w Afryce Północnej (Algieria, Maroko, Tunezja). W Polsce jest pospolity. 

## Nazewnictwo
Tradycyjnie gatunek włączany był do rodzaju starzec Senecio. Według nowszych ujęć taksonomicznych gatunek należy do rodzaju Jacobaea Gaertn.Fruct. sem. pl. 2:445, t. 170, fig. 1. 1791.

## Morfologia

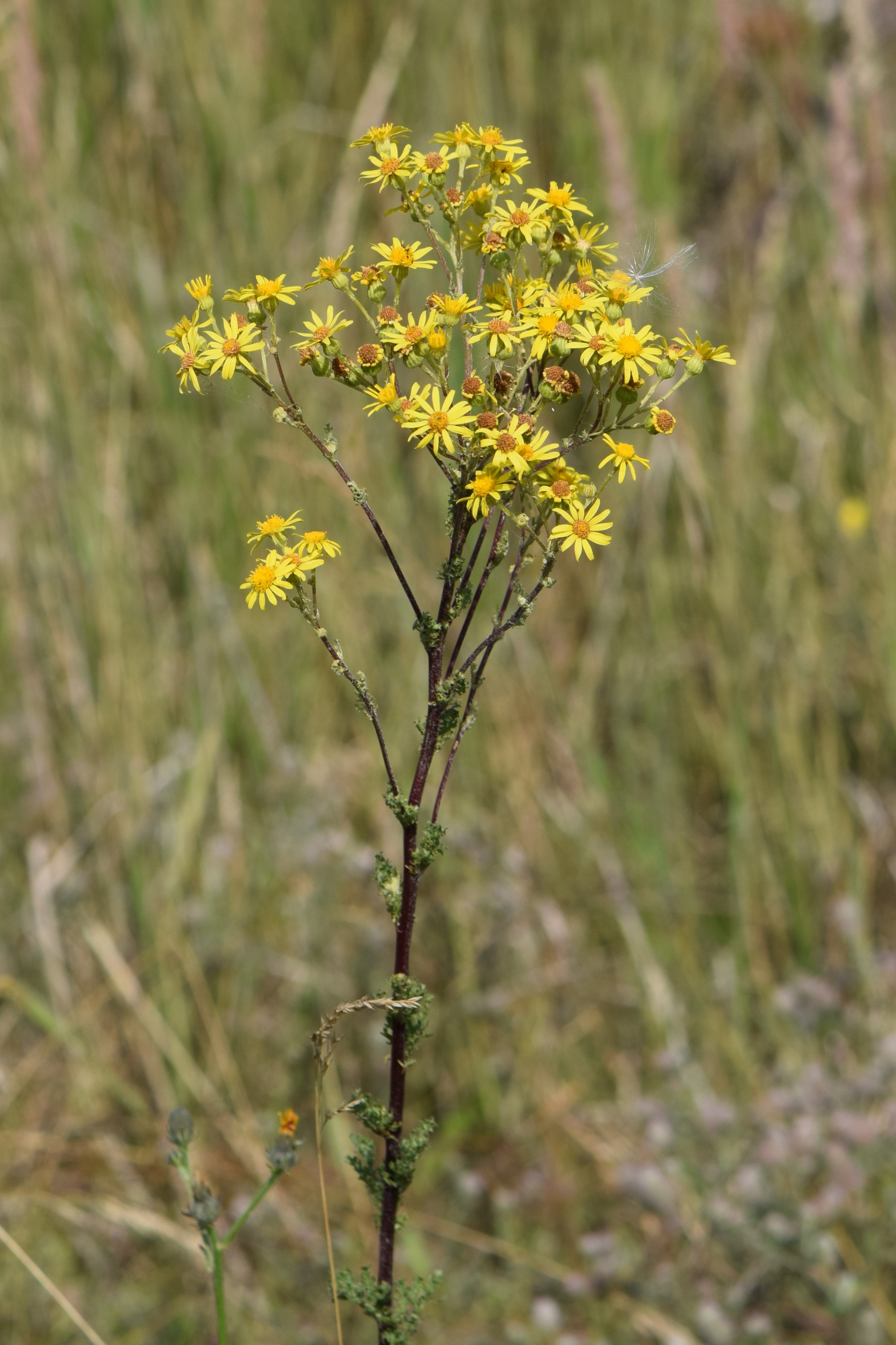
Kwiatostan

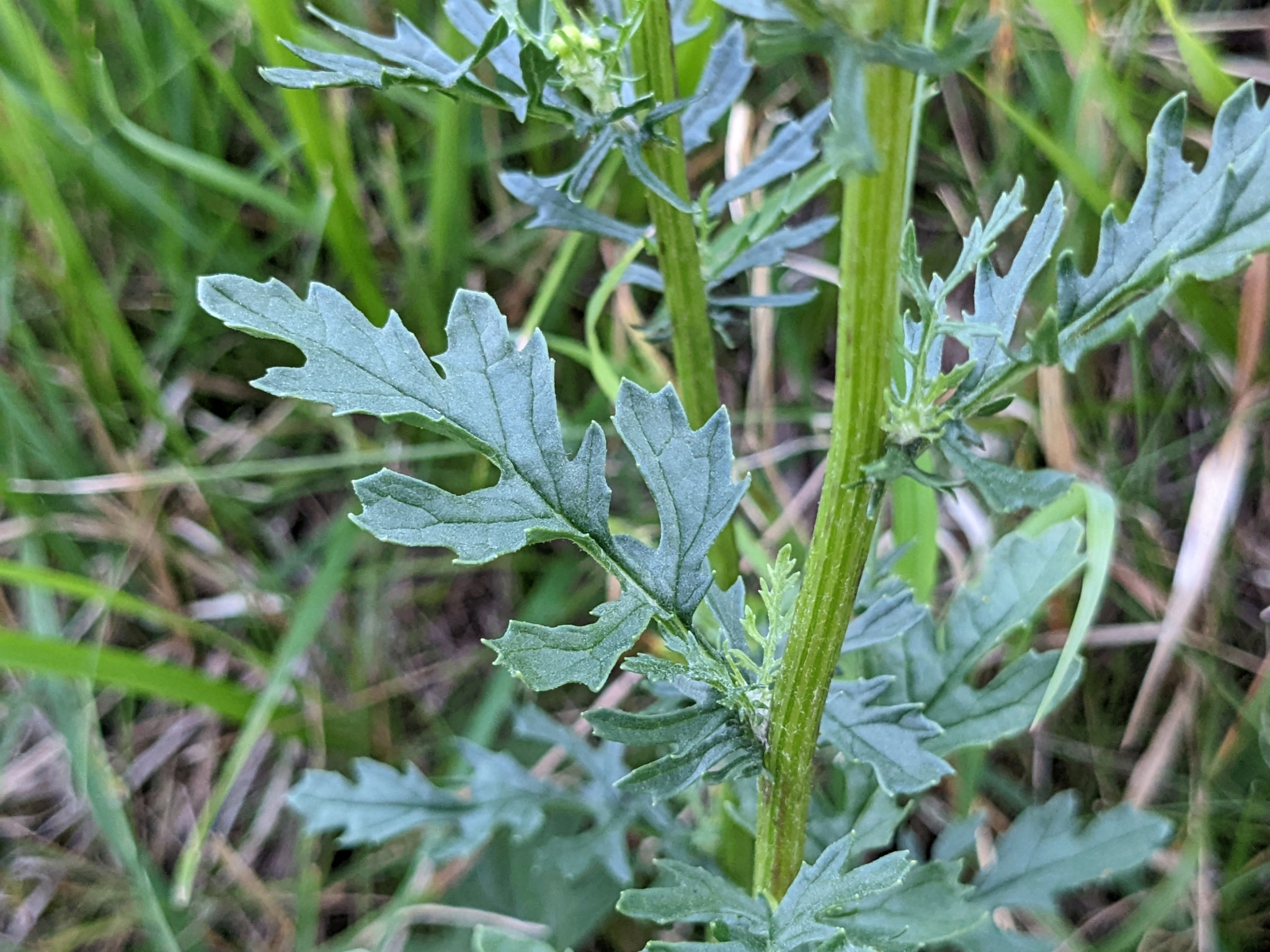
Liście łodygowe

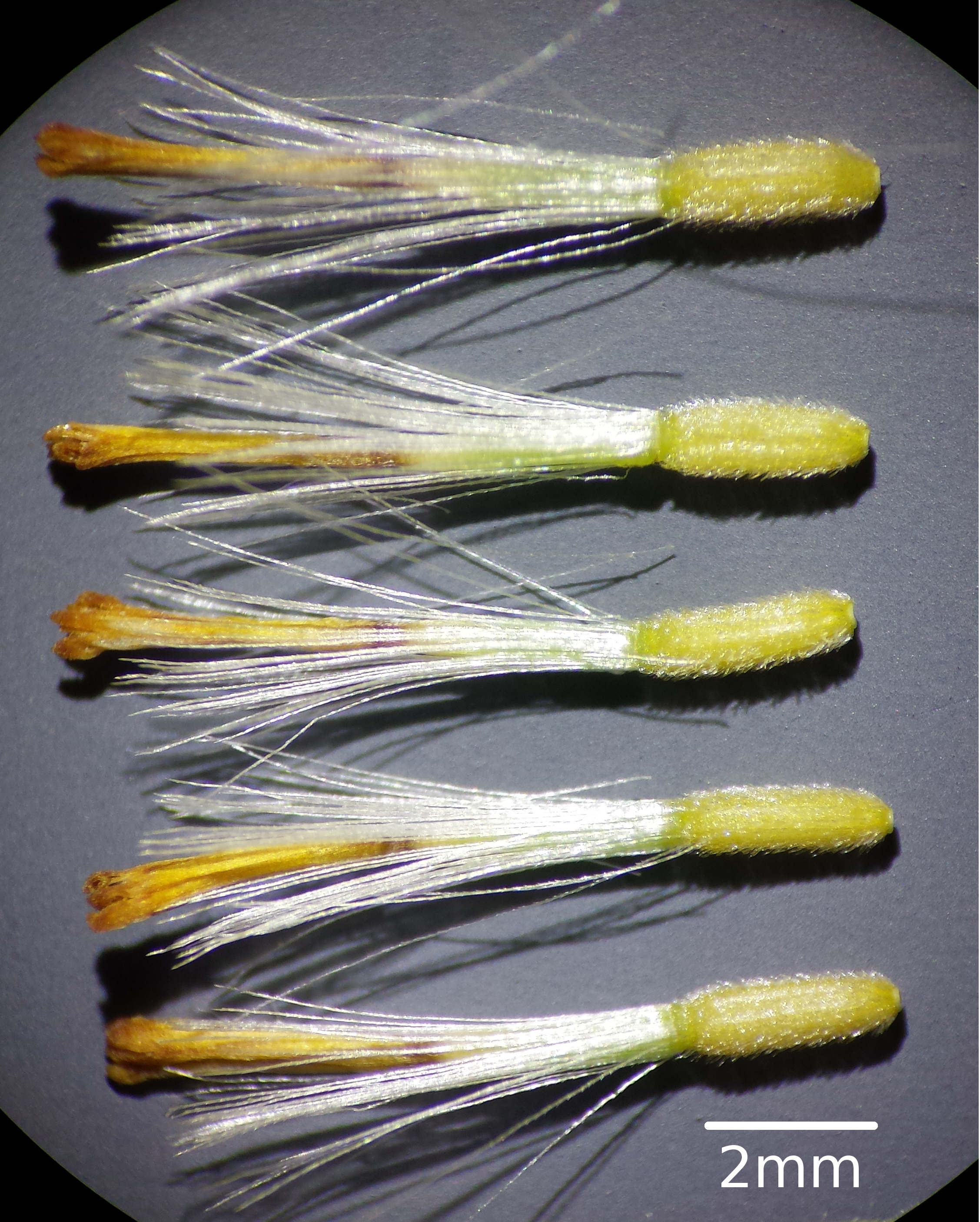
Niełupki

ŁodygaWzniesiona, o wysokości do 120 cm. Rozgałęzia się, tworząc wzniesione do góry, wełnisto owłosione lub nagie pędy. Pod ziemią krótkie i grube kłącze.
LiścieDolne lirowate, górne pierzastodzielne, ich odcinki odstają prawie pod prostym kątem. Nasady liści przeważnie z uszkami. Młode liście są pajęczynowato owłosione.
KwiatyTworzą zebrane w podbaldachy koszyczki o średnicy 1,5–2,5 cm. Zewnętrzne listki okrywy zbiegające po szypułce i bardzo krótkie. Kwiaty żółte, kwiatów języczkowatych często brak. Ich puch kielichowy jest ok. dwa razy dłuższy od owocu i łatwo odpadający.

## Biologia i ekologia
Roślina dwuletnia lub bylina, hemikryptofit. Siedlisko: przydroża, rowy, zarośla. Kwitnie od czerwca do sierpnia. Jest rośliną żywicielską larw proporzycy marzymłódki.

## Zmienność
Tworzy mieszańce z starcem srebrzystym (Jacobaea erucifolia) i wodnym (J. aquatica).

## Niebezpieczeństwa
Roślina niebezpieczna dla koni i królików. Jest trująca jako świeża, zwiędła i wysuszona. Działa jako kumulująca się trucizna niszcząca wątrobę. Spożycie przez zwierzę jednorazowo większej ilości starca czy też niewielkich jego ilości w dłuższym okresie może spowodować śmiertelne zatrucie. 
Niegdyś wierzono, że starzec jakubek jest rośliną leczniczą pomocną przy nadciśnieniu czy chorobach wątroby. Stosowano go przy silnych kolkach, chorobach skóry, wypryskach i trudno gojących się ranach. Dziś jednak wiadomo, że roślina jest silnie trująca i rakotwórcza.